# Марія дель Мар Фейто
Марія дель Мар Фейто (ісп. María del Mar Feito, 10 вересня 1975) — іспанська хокеїстка на траві.
Учасниця Олімпійських Ігор 1996, 2000, 2004 років.
Срібна призерка Чемпіонату Європи 1995 року.
Срібна призерка Виклику чемпіонів 2003 року.